# Polenta

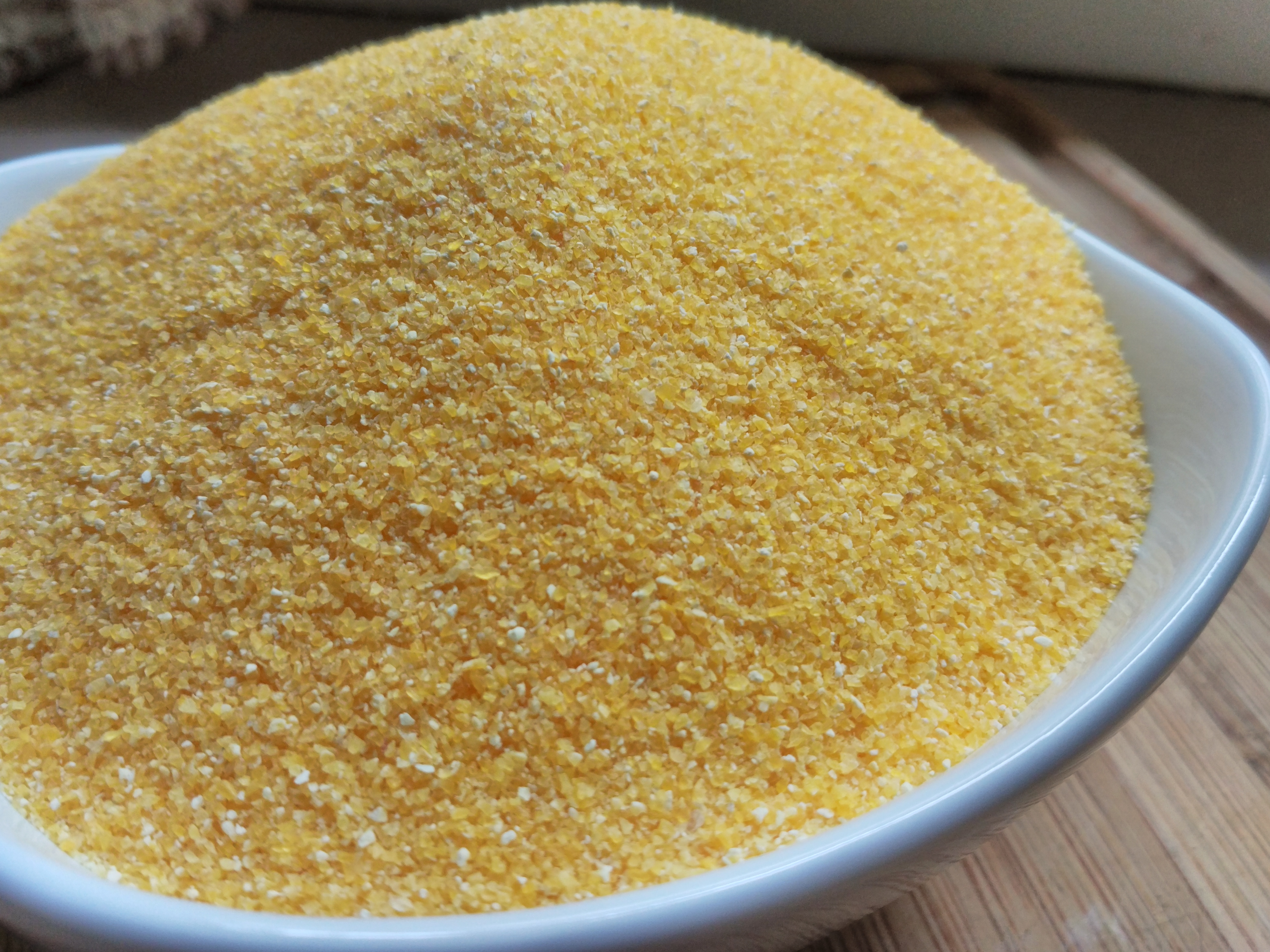
Kukuřičná mouka

Polenta je kukuřičná kaše rozšířená především v severní Itálii a také v Chorvatsku, Rumunsku, Moldavsku a Černé Hoře, kde se podává jako silně kajmakem omaštěná kaše se sklenicí kyselého mléka. V ČR se nejčastěji prodává jako instantní kukuřičná polenta, ze které se připravuje kaše, knedlíky nebo různé placky.
Polenta kromě komplexních sacharidů obsahuje také nezanedbatelné množství bílkovin, vlákniny a také vitamínů a minerálů.

## Podávání
Podává se buďto samostatně, nejčastěji s pikantním sýrem gorgonzola a kvalitním vínem, nebo slouží jako příloha k masu, salátu či zelenině. Tato kukuřičná kaše patří k oblíbeným pokrmům v Chorvatsku, Rumunsku a Černé Hoře, kde se však skrývá pod jinými názvy: palenta, pura, bakardan nebo mamaliga.

## Výroba
Na výrobu polenty je třeba: 400 g kukuřičné mouky, 1,5 l vody, 1 lžíce soli.
Vše dáme do mísy a asi 30 minut mícháme do zhoustnutí. Můžeme také přidat sýr.
Důležité je dobře ji osolit, protože chuť samotné kukuřičné mouky není moc obvyklá. Výborná je také např. s česnekem nebo pórkem, hodí se i jako příloha k masu (podobně jako bramborová kaše).